# Elektronika 60

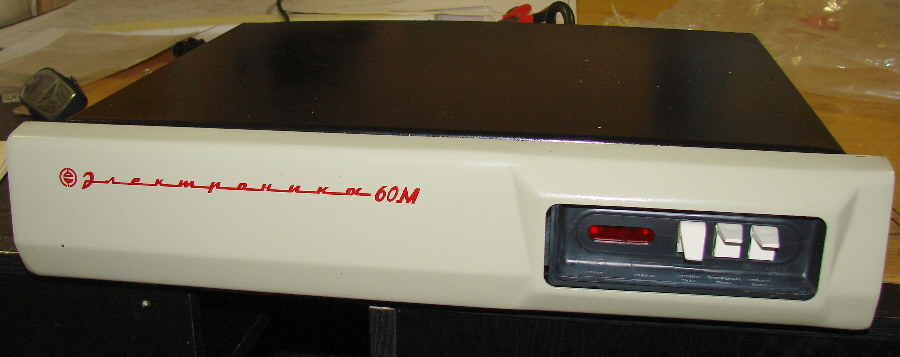
Электроника 60М

Elektronika 60 (tiếng Nga: Электроника 60) là một máy tính thiết bị đầu cuối sản xuất tại Liên Xô do công ty Elektronika có trụ sở tại Voronezh. Nó là một phiên bản sao chép của DEC PDP-11.
CPU của Elektronika 60 CPU phục vụ tính toán phức hệ bao gồm thiết bị đầu cuối 15IE-00-013 và các thiết bị xuất nhập. Đơn vị logic chính đặt trên bảng mạch của CPU M2 CPU.
Thông tin kỹ thuật của CPU M2:
- Độ dài word 16 bit
- Khoảng cách địa chỉ: 32K-words (64KiB)
- Kích cỡ RAM: 4K-words (8KiB)
- Số thủ tục: 81
- Tốc độ hiệu năng: 250.000 lệnh mỗi giây
- Khả năng dấu chấm động: 32 bit
- Số chip VLSI: 5
- Kích cỡ bảng mạch: 240 × 280mm

Việc lập trình trò chơi Tetris được thực hiện trên máy Elektronika 60 do Alexey Pajitnov.